# Provincia de Gyeonggi
Gyeonggi (en hangul, 경기도; en hanja, 京畿道; romanización revisada, Gyeonggi-do; McCune-Reischauer, Kyŏnggi-do) es una de las nueve provincias, que junto a las seis ciudades metropolitanas, la ciudad especial y la ciudad autónoma especial, forman Corea del Sur. Su capital es Suwon.
Está ubicada en el extremo noroeste del país, limitando al norte con Corea del Norte, al este con Gangwon, al sur con Chungcheong del Norte y Chungcheong del Sur, y al oeste con Incheon y el mar Amarillo, además de englobar casi por completo a Seúl.
Con más de doce millones de habitantes en 2011, es la provincia más poblada.

## Geografía
Gyeonggi se encuentra en el noroeste de Corea del Sur. La provincia limita por el este con la provincia de Gangwon, por el sur con las provincias de Chungcheong del Norte y Chungcheong del Sur, y por el este con Incheon y el mar Amarillo. La provincia rodea casi por completo el territorio de Seúl. En el norte contacta con la Región Industrial de Kaesŏng y con la provincia de Hwanghae del Norte, territorios pertenecientes a Corea del Norte.
La provincia de Gyeonggi, junto con el área metropolitana de Seúl e Incheon (área urbana que también es conocida como Área de la Capital Nacional Seúl), forma parte de la tradicional región de Sudogwon. Durante la dinastía Joseon, esta zona recibió el nombre de Gijeon.
Tiene una superficie de 10.867 km², que en términos de extensión es similar a la del Líbano.

## Historia
Gyeonggi era una de las ocho provincias de Corea durante la dinastía Joseon. Su territorio constituye una provincia desde 1413. 
Debe su nombre a su ubicación dentro de un radio (gi; 기; 畿) de 500 li (200 km) de la capital real (gyeong; (경; 京), que entonces era Hanseong (la actual Seúl).
En 1895, la provincia fue sustituida por los siguientes distritos:
- Hanseong (Hanseong-bu; 한성부; 漢城府), que incluía Seúl.
- Kaesŏng (Kaesŏng-bu; 개성부; 開城府), incluyendo la ciudad de Kaesŏng.
- Inchon (Incheon-bu; 인천부; 仁川府), con las ciudades de Incheon y de Suwon.
- Los distritos periféricos del sur y del este de Chuncheon (Chuncheon-bu; 춘천부; 春川府), Chungju (Chungju-bu; 충주부; 忠州府) y Gongju (Gongju-bu; 공주부; 公州府).

En 1896, se estableció un nuevo sistema de 13 provincias, y se reconstituyó la provincia de Gyeonggi, con los límites de antes de 1895, pero cambiando la capital de la provincia a Suwon, donde permanece hasta ahora.
Al final del período colonial japonés, en 1945, Gyeonggi fue dividida en dos zonas de ocupación separadas por el paralelo 38: la estadounidense al sur, y la soviética al norte. La zona sur de la antigua provincia de Hwanghae, también dividida por el paralelo 38, se anexionó a la zona sur de Gyeonggi (mientras que la zona norte de Hwanghae pasó a formar parte del estado de Corea del Norte).
En 1946, Seúl se convirtió en una entidad separada del nivel administrativo provincial: la ciudad especial o teukbyeolsi. En ese mismo año, la zona de Gyeonggi, controlada por los soviéticos, se unió a la mitad norte de la provincia de Kangwŏn (actualmente, en el territorio de Corea del Norte). Desde 1948, la provincia de Gyeonggi forma parte de Corea del Sur.
En 1951, la zona alrededor de Kaesŏng cayó bajo control de Corea del Norte durante la guerra de Corea, y al final del conflicto, en 1953, se convirtió en parte de ese país. También en ese año, la mayoría de la parte de Gyeonggi, que antes de 1945 pertenecía a la provincia de Hwanghae, se anexionó de nuevo a Corea del Norte. 
En 1981, la ciudad de Incheon se separó de la entidad provincial, pasando a ser una ciudad directamente gobernada (lo que hoy en día se conoce como ciudad metropolitana o Gwangyeoksi).

## Economía
Con el crecimiento económico de Seúl, el sector agrícola de esta provincia ha ido dando paso a la industria. Este fenómeno se propició con la construcción de autopistas en los años 60. Muchas de las ciudades de la provincia se han convertido en ciudades satélite de Seúl, incluyendo Anyang, Bucheon, Goyang, Seongnam, y Uijeongbu. 
Las principales industrias de esta provincia son la construcción naval, la manufactura del acero y la producción de cristal. Entre las industrias tradicionales sigue destacando la pesca.

## Comunicaciones internacionales
Incheon es el puerto marítimo de Seúl, y tiene el principal aeropuerto internacional del país, el Aeropuerto Internacional de Inchon, que fue inaugurado en 2001, sustituyendo al Aeropuerto Internacional de Gimpo.

## División administrativa
Gyeonggi se divide en 28 ciudades (Si o Shi) y en 3 condados (Gun). A continuación, se enumeran los nombres en alfabeto latino, Hangul y Hanja.

### Ciudades
| - Suwon (수원시, 水原市) — capital provincial. - Ansan (안산시, 安山市). - Anseong (안성시, 安城市). - Anyang (안양시, 安養市). - Bucheon (부천시, 富川市). - Dongducheon (동두천시, 東豆川市). - Gimpo (김포시, 金浦市). - Goyang (고양시, 高陽市). - Gunpo (군포시, 軍浦市). | - Guri (구리시, 九里市). - Gwacheon (과천시, 果川市). - Gwangju (광주시, 廣州市) — no confundir con Gwangju. - Gwangmyeong (광명시, 光明市). - Hanam (하남시, 河南市). - Hwaseong (화성시, 華城市). - Icheon (이천시, 利川市) — no confundir con Incheon. - Namyangju (남양주시, 南楊州市). - Osan (오산시, 烏山市). | - Paju (파주시, 坡州市). - Pocheon (포천시, 抱川市). - Pyeongtaek (평택시, 平澤市). - Seongnam (성남시, 城南市). - Siheung (시흥시, 始興市). - Uijeongbu (의정부시, 議政府市). - Uiwang (의왕시, 儀旺市). - Yangju (양주시, 楊州市). - Yongin (용인시, 龍仁市). - Yeoju (여주시, 驪州市). |

### Condados
- Gapyeong-gun (가평군, 加平郡).
- Yangpyeong-gun (양평군, 揚平郡).
- Yeoncheon-gun (연천군, 漣川郡).